# Onitis pecuarius
Onitis pecuarius es una especie de escarabajo del género Onitis, familia Scarabaeidae. Fue descrita científicamente por Lansberge en 1875.
Se distribuye por la región Afrotropical. Habita en Zimbabue y República de Sudáfrica (Cabo Occidental, Cabo Oriental, Mpumalanga, KwaZulu).